# Hoconuco Bajo
Hoconuco Bajo es un barrio ubicado en el municipio de San Germán en el estado libre asociado de Puerto Rico. En el Censo de 2010 tenía una población de 1906 habitantes y una densidad poblacional de 351,44 personas por km².

## Geografía
Hoconuco Bajo se encuentra ubicado en las coordenadas 18°7′9″N 67°3′38″O / 18.11917, -67.06056. Según la Oficina del Censo de los Estados Unidos, Hoconuco Bajo tiene una superficie total de 5.42 km², que corresponden a tierra firme.

## Demografía
Según el censo de 2010, había 1906 personas residiendo en Hoconuco Bajo. La densidad de población era de 351,44 hab./km². De los 1906 habitantes, Hoconuco Bajo estaba compuesto por el 81.22% blancos, el 6.09% eran afroamericanos, el 0.21% eran amerindios, el 0.1% eran asiáticos, el 10.44% eran de otras razas y el 1.94% pertenecían a dos o más razas. Del total de la población el 99.37% eran hispanos o latinos de cualquier raza.